# Ternopil

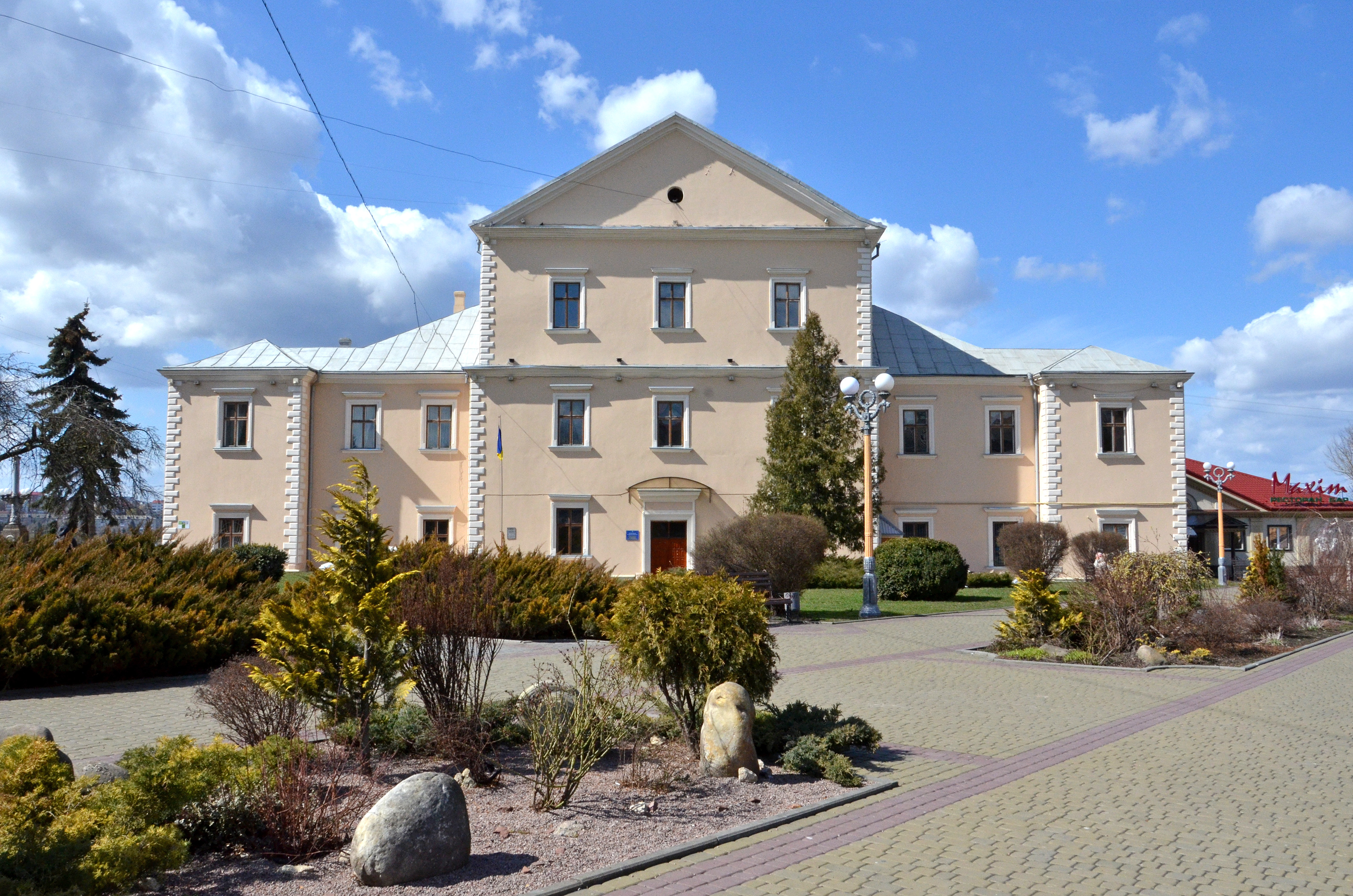
Het in de 19e eeuw tot paleis verbouwde kasteel van Ternopil

Ternopil (Oekraïens: Тернопіль, Ternopil’, Ternopol’; Pools: Tarnopol) is een stad in het westen van Oekraïne. Het is de hoofdstad van de gelijknamige oblast Ternopil en het bestuurlijke centrum van het tevens gelijknamige en omliggende rayon Ternopil, waar de stad zelf geen deel van uitmaakt, want die vormt een apart stadsrayon. In 2021 woonden er 225.238 mensen.

## Ligging en transport
Ternopil is de op twee na grootste stad van het oosten van de historische regio Galicië. De stad is gelegen aan de rivier de Seret en ligt zo'n 132 km ten oosten van de stad Lviv.
Er is een vliegveld, Ternopil Airport, maar dat wordt nauwelijks nog gebruikt.

## Geschiedenis

### 1540-1772
De stad is in 1540 gesticht door Jan Amor Tarnowski als een Pools bolwerk en kasteel. In 1544 werd het kasteel van Tarnopol gebouwd en wist zijn eerste aanvallen van de Tataren te weerstaan. In 1548 kreeg de stad stadsrechten toegewezen door koning Sigismund I van Polen. In 1567 kwam de stad in handen van de familie Ostrogski en in 1575 werd Tarnopol door de Tataren geplunderd. In 1623 kwam de stad in handen van de familie Zamoyski.
In de zeventiende eeuw was de stad bijna vernietigd als gevolg van de Chmelnytsky-opstand, die ook de Joden verdreef of het leven kostte. Tarnopol werd in 1675 vrijwel compleet verwoest door de Turken en Tataren. Aleksander Koniecpolski herbouwde de stad, maar de stad kreeg niet zijn pracht en praal terug, totdat het in 1690 in handen kwam van Marie Casimire, de vrouw van de Poolse koning Jan III Sobieski. De stad werd in 1694 voor de laatste keer door de Tataren geplunderd, en daarna twee keer door de Russen; in 1710, tijdens de Grote Noordse Oorlog en in 1733, tijdens de Poolse Successieoorlog.
In 1747 nodigde de Poolse edelman Józef Potocki de Dominicanen uit om zich in Tarnopol te vestigen en werd de Laat-Barokke Dominicaanse kerk gebouwd. Tarnopol werd tijdens het bestaan van de Confederatie van Bar (1768–1772) driemaal geplunderd, door de confederatie zelf, door het leger van de koning en door de Russen. In 1770 werd de stad verder geruïneerd in verband met een uitbraak van de pokken.

### 1772-1914
In 1772 kwam de stad na de Eerste Poolse Deling onder Oostenrijkse heerschappij. In het begin van de negentiende eeuw had de bevolking van Tarnopol veel vertrouwen in Napoleon Bonaparte. In 1809 werd de stad onderdeel van het Hertogdom Warschau, maar in 1811 kwam de stad en haar omgeving onder Russische heerschappij, die hier de Kraj Ternopol vestigde. In 1815 kwam Tarnopol, toen met ongeveer 11.000 inwoners, weer onder Oostenrijks bestuur, in overeenstemming met de uitkomsten van het Congres van Wenen. In 1820 werden er door Jezuïeten, die door de Russen uit Polatsk waren verdreven, een gymnasium opgericht.
In 1870 kwam de spoorlijn tussen Lemberg (Lviv) en Tarnopol gereed, die ervoor zorgde dat de stad flink in zijn groei werd gestimuleerd. Tarnopol had in die tijd ongeveer 25.000 inwoners.

### Eerste Wereldoorlog
Gedurende de Eerste Wereldoorlog rouleerde de stad meerdere keren tussen de Duitsers, Russen en Oostenrijkers. In 1917 werd de stad verwoest door vluchtende Russische strijdkrachten. Na de val van Oostenrijk-Hongarije werd de stad op 11 november 1918 onderdeel van de West-Oekraïense Volksrepubliek (ZUNR).

### Na de Eerste Wereldoorlog
Gedurende de Pools-Oekraïense Oorlog, nadat Lviv in handen was gevallen van de Polen, was Tarnopol tussen 22 november en 30 december 1918 de hoofdstad van de West-Oekraïense Volksrepubliek. Na de unie tussen de Oekraïense Volksrepubliek en de West-Oekraïense Volksrepubliek kwam Tarnopol officieel bij de Oekraïense Volksrepubliek. Op 15 juli 1919 werd de stad echter door Poolse troepen ingenomen en in 1920 accepteerde de in ballingschap verkerende regering van Symon Petlura de Poolse zeggenschap over Tarnopol, in ruil voor Poolse hulp om de macht van Petlura en de zijne de herstellen in Kiev. Deze poging faalde echter en in juli en augustus van dat jaar werd de stad, gedurende de Pools-Russische Oorlog door het Rode Leger ingenomen, en werd Tarnopol de hoofdstad van de Galicische SSR. Als resultaat van het Vrede van Riga kwam Tarnopol echter weer in handen van Polen en accepteerde de Sovjet-Unie de Poolse heerschappij over de stad.
In 1922 werd het de hoofdstad van de woiwodschap Tarnopol. De jaren daarna leverden de pogingen van de Poolse autoriteiten om de grote Oekraïense minderheid te assimileren veel verzet op. Elke vorm van oppositie hiertegen werd door de Poolse autoriteiten met harde hand de kop ingedrukt. Het nationalisme onder de Oekraïners, verenigd onder de Organisatie van Oekraïense Nationalisten, groeide hierdoor sterk.

### Tweede Wereldoorlog
Tijdens de invasie van Polen door de nazi's en de Sovjets in 1939, werd de stad door de Sovjet-Unie ingenomen en toegevoegd aan de Oekraïense SSR.
De Sovjets gingen, met hulp van de voormalige Poolse autoriteiten verder met het bestrijden van de Oekraïense nationalisten. De Sovjets deporteerden ook op grote schaal het Poolse deel van de bevolking naar Kazachstan. Op 2 juli 1941 werd Tarnopol door de Wehrmacht ingenomen. De nazi's roeiden het grootste deel van de Joodse bevolking uit en zonden anderen naar werkkampen in nazi-Duitsland. Op 15 april 1944 werd de stad heroverd door het Rode Leger, na een beleg van bijna een maand. Het overgebleven deel van de Poolse bevolking werd verdreven.
Op 9 augustus 1944 werd de stad volgens een decreet van het presidium van de Opperste Sovjet van de USSR omgedoopt in Ternopil.

### Na de Tweede Wereldoorlog
Sinds 1991 is Ternopil een deel van het onafhankelijke Oekraïne en samen met andere steden in het Oekraïense deel van Galicië is de stad een belangrijk bolwerk van het hernieuwde Oekraïense nationale bewustzijn.

## Universiteiten in Ternopil
- West-Oekraïens Nationale Universiteit
- Nationale Medische Ivan Gorbatsjevskii-universiteit van Ternopil
- Nationale Pedagogisch Volodymyr Gnatjoek-universiteit van Ternopil
- Nationale Technisch Ivan Puluj-universiteit van Ternopil

## Geboren
- Franciszek Kleeberg (1888-1941), Pools generaal